# Teòdot d'Ancira
|  | Per a altres significats, vegeu «Teòdot d'Ancira (màrtir)». |

Teodot d'Ancira (Theodotus, Θεὸδοτος) fou un teòleg, bisbe d'Ancira (la moderna Ankara) a Galàcia al segle v. És venerat com a sant per diverses confessions cristianes.
Va estar present al primer concili d'Efes el 431 i va donar suport a Ciril d'Alexandria en contra de Nestori, tot i que abans havia donat suport a aquest. Al seu torn, Teòdot fou condemnat pels nestorians al Sínode de Tars de 432.
Fou autor de nombroses homilies i obres de controvèrsia religiosa, entre els quals uns comentaris al Credo de Nicea, on sosté que la doctrina nestoriana ja havia estat condemnada al primer Concili de Nicea de 325. Els sermons sobre les festes de Nadal i de la Candelera són proves que se celebraven ja en aquell moment. Fabricius dona la llista completa d'obres; algunes foren publicades a les actes dels concilis i es conserven en biblioteques, però d'altre s'han perdut.